# Sauce de Batoví
Sauce de Batoví es una localidad uruguaya del departamento de Tacuarembó.

## Ubicación
La localidad se encuentra situada en la zona centro del departamento de Tacuarembó, al norte del arroyo de igual nombre, y al este del Cerro Batoví. Posee acceso por camino vecinal desde la ruta 5, en su km 370, de la cual la separan 5 km. Dista además 22 km de la capital departamental Tacuarembó, siendo Paso Bonilla la localidad más próxima, situada a 12 km.

## Población
Según el censo del año 2011 la localidad contaba con una población de 133 habitantes.
| 72            | 133 |
| (Fuente: INE) |     |